# 豊洲駅
豊洲駅（とよすえき）は、東京都江東区豊洲にある、東京地下鉄（東京メトロ）・ゆりかもめの駅である。

## 乗り入れ路線
以下の2社2路線が乗り入れ、相互間の接続駅となっている。
- 東京メトロ： 有楽町線 - 駅番号「Y 22」
- ゆりかもめ： 東京臨海新交通臨海線 - 駅番号「U 16」

## 歴史
- 1988年（昭和63年）6月8日：帝都高速度交通営団（営団地下鉄）有楽町線の駅として開業[1]。
- 2004年（平成16年）4月1日：帝都高速度交通営団（営団地下鉄）民営化に伴い、有楽町線の駅は東京地下鉄（東京メトロ）に継承される[2]。
- 2006年（平成18年）3月27日：ゆりかもめが当駅まで延伸[3]。乗換駅となる。
- 2007年（平成19年）3月18日：東京メトロ・ゆりかもめでICカード「PASMO」の利用が可能となる[4]。
- 2008年（平成20年）5月3日：有楽町線の新木場駅から東京メトロ千代田線を経由し、小田急小田原線本厚木駅までを結ぶ臨時特急列車「ベイリゾート」号が運転を開始。当駅は停車駅となる。
- 2011年（平成23年）9月24日：この日をもって「ベイリゾート」号の運転を終了[5]。
- 2013年（平成25年）
  - 3月16日：有楽町線の豊洲駅構内に折り返し線を整備。
  - 10月26日：有楽町線ホームの1・4番線においてホームドアと発車メロディの使用を開始[6]。
  - 12月28日：有楽町線ホームの2・3番線においてホームドアと発車メロディの使用を開始[6]。
- 2017年（平成29年）3月25日：有楽町線において有料座席指定列車「S-TRAIN」が運転を開始。平日ダイヤでは当駅発着となる[7]。
- 2020年（令和2年）9月3日：有楽町線ホームの4番線の発車メロディを変更。

## 駅構造

### 東京メトロ
島式ホーム2面4線の構造を持つ地下駅である。改札階（地下1階）とホーム階（地下3階）の間にはコンコース階（地下2階。売店はこの階にある）が挟まる。改札階には定期券売り場が設置されている。当駅は「海」をテーマにデザインし、コンコース床面は砂浜をイメージした白とグレー、壁は波をイメージした白とパールタイルを使用し、ホームの駅名看板周りには、波と洲をイメージした縹色（はなだいろ）のデザインパネルを配置している。
当駅から住吉方面に至る分岐線が計画されており（「東京メトロ有楽町線#豊洲駅 - 住吉駅間（建設中）」を参照）、駅の構造はそれに備えたものとなっている。両端2線が有楽町線の本線、中央の2線が分岐線とすることを想定しており、同一方向・同ホーム構造とした。しかし、長らく分岐線建設の具体的な動きがなく、内側2線部分は長らく線路も敷設されないままで、ホームには柵が設置されていた。
月島寄りには車両の留置や折り返しが可能な引き上げ線が2線あり、新木場延伸開業当初は当駅止まり（当駅折り返し）の列車が設定されていた。元々2線の留置線を設置できる構造であり、留置線は非常時の有楽町線の折り返しや、分岐線の列車が新木場車両基地に入出庫することを想定したものである。後述する改良工事に伴い、当初の1線から2線に増設された。基本的には運用の間合いで車両が留置されるが、車両トラブル発生時に該当列車が入線したこともある。
また、分岐線は当駅出発後、有楽町線A線（新木場方面）をオーバーパスする構築となっており、このため有楽町線A線（新木場方面）の線路は当駅端部から、35 ‰の急勾配で下る線形となっている。
当駅は東京湾が近く、高潮などの水害対策として、駅通路部に鋼鉄製の防潮扉を設置している。2006年（平成18年）にゆりかもめの開業に伴う地下通路の新設工事と出入口の増設工事が行われた。これによって切符売り場が工事前の位置から移動され、2面になった。さらに2007年（平成19年）には自動改札機や案内装置の一部移設が行われた。
ゆりかもめ開業後、利用客が増加しているため、東京メトロでは混雑緩和のための改札の増設、階段・エスカレーターの増設・移設などの改良工事を2013年（平成25年）9月の完成を目処に実施していた。この工事に伴い、分岐線用に用意されていた乗り場の柵を撤去して上下ホーム間を結ぶ仮設の渡り板を設置し、2009年（平成21年）10月からホームの一部として供用していたが、線路を敷設したうえで折り返し線ホームとして整備する方針が固まったため、2012年（平成24年）9月12日に閉鎖された。
その後の駅改良工事に伴い、上下ホーム間の線路予定地に線路が敷設された。これに伴い2013年（平成25年）3月1日より従来の2番線を4番線に改称し、新たに降車専用ホーム（新しい2番線）と3番線が設置された。なお、2・3番線は新木場方面にはつながっておらず、トンネルは住吉方面にカーブしている。
2013年（平成25年）3月16日のダイヤ改正により平日朝に当駅止まりの列車が2本設定され、2・3番線は引き上げ線として供用されていた。その後、東京オリンピック・パラリンピックに備えた混雑緩和策として、2019年（平成31年）3月16日のダイヤ改正で各駅停車の当駅終着が1本に削減された後、同年（令和元年）10月15日のダイヤ修正で残り1本も新木場行きに延長された。これにより2・3番線は再度使用停止となり、改良工事を経て翌2020年（令和2年）3月より約7年半ぶりに通路として供用している（線路・ホームドアは残置）。今後は恒久的な混雑緩和策として、分岐線の建設に併せて新木場駅方面ホームを1面増設し、3面4線化する予定。
2013年（平成25年）8月26日、当駅にパブリックアート「豊洲今昔物語」（宮田亮平製作）が設置された。
2013年（平成25年）10月26日から、1・4番線においてホームドア・発車メロディ（発車サイン音）の使用を開始した。2・3番線についても同年12月28日にホームドア・発車メロディの使用を開始した。4番線のホームドアのうち先頭から2両目には透過型の可動式ホーム柵が試験的に設置されており、シャープ製のシースルーディスプレイ（透過型液晶サイネージ）が組み込まれたことでコンテンツの表示ができるようになっている。2015年9月19日から半年間、このシースルーディスプレイの日本初となる実証実験が行われていた。
有料座席指定列車「S-TRAIN」は平日ダイヤのみ有楽町線に乗り入れ、当駅発着として運転される。当駅から新木場方面の運転は通常ないものの、2018年（平成30年）9月20日と21日に新木場までS-TRAIN用車両が運転されたことはある。この場合、当駅から各駅停車新木場行きに変更され、座席指定券なしで乗車でき、座席の方向転換も実施しないなど、「S-TRAIN」としてのサービスは行われなかった。なお、当駅から東京メトロ線内のみの乗車はできない（一例として、乗車専用の石神井公園駅で乗り、当駅で下車するのは可）。2018年（平成30年）3月10日ダイヤ改正より、一部の「S-TRAIN」を除いて当駅で新木場発着の各駅停車と接続することにより、辰巳駅・新木場駅利用者への利便性向上が図られる。

#### のりば
| 番線 | 路線     | 行先                       |
| ---- | -------- | -------------------------- |
| 1    | 有楽町線 | 新木場方面                 |
| 2・3 | 有楽町線 | 使用停止中                 |
| 4    | 有楽町線 | 和光市・森林公園・飯能方面 |

（出典：東京メトロ:構内図）

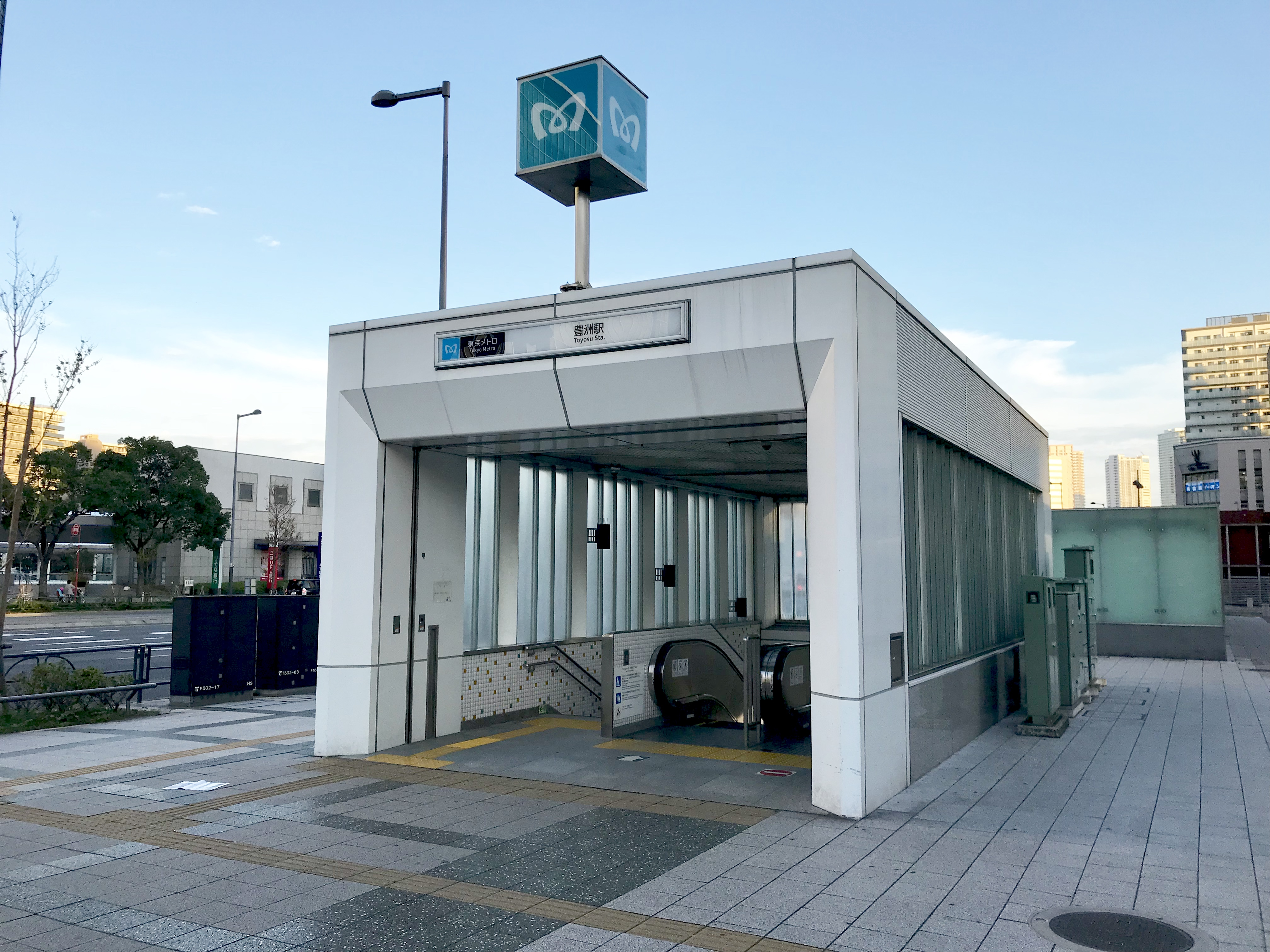
ららぽーと豊洲方面にある2a番出入口（2018年10月24日撮影）
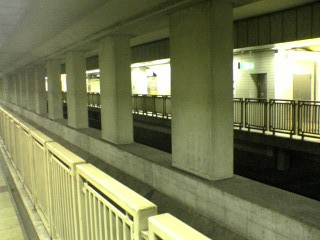
改良工事前のホーム階中央部分。柵が設置されていた（2005年6月）
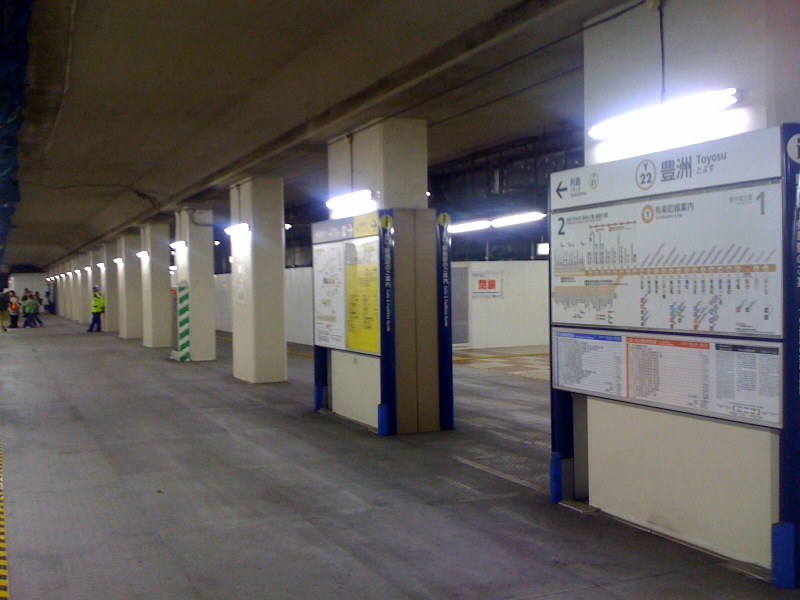
ホーム階工事で塞がれた中央部分（2010年4月）
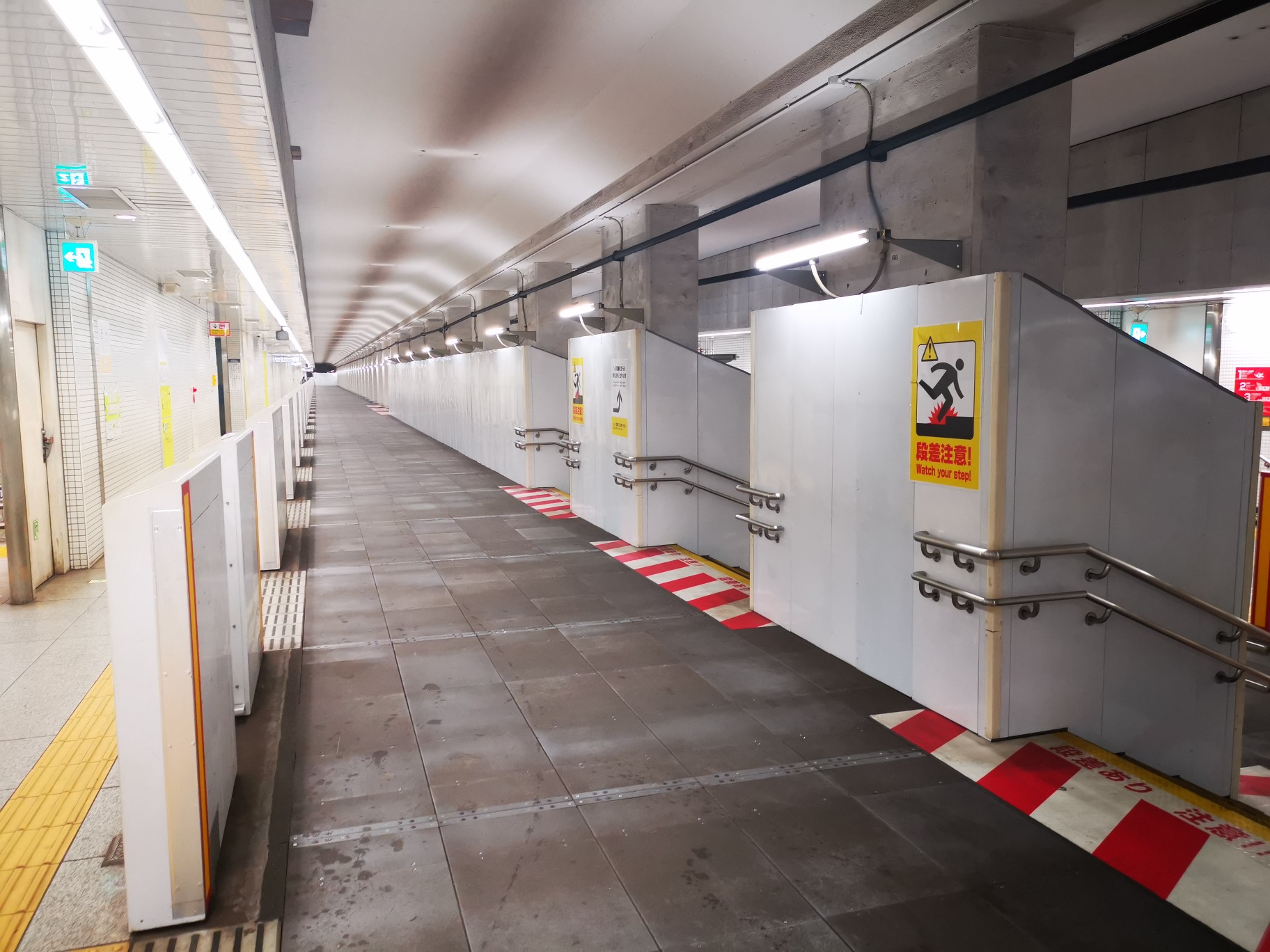
封鎖された2・3番線（2021年3月）
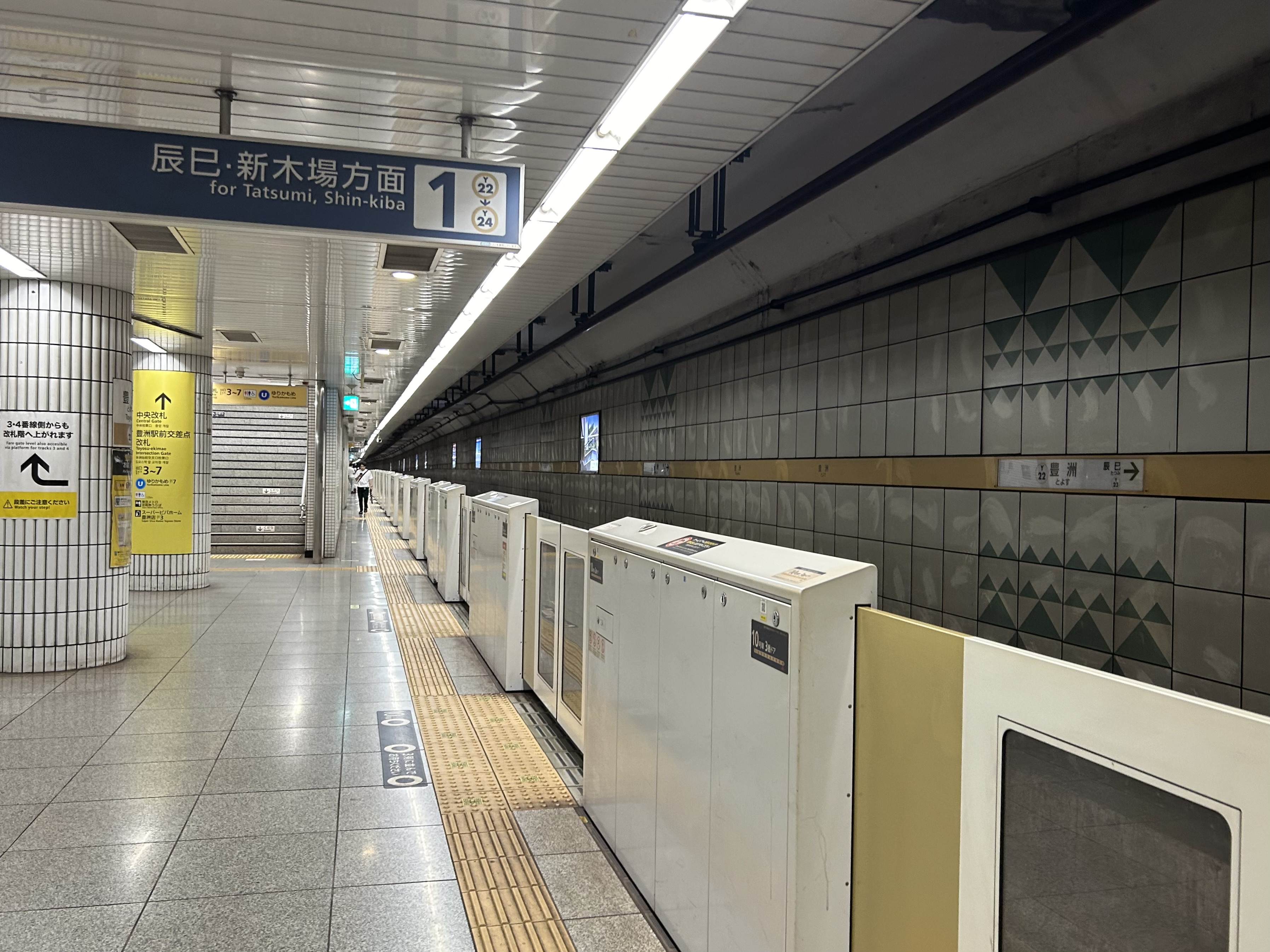
1番線（2024年8月）
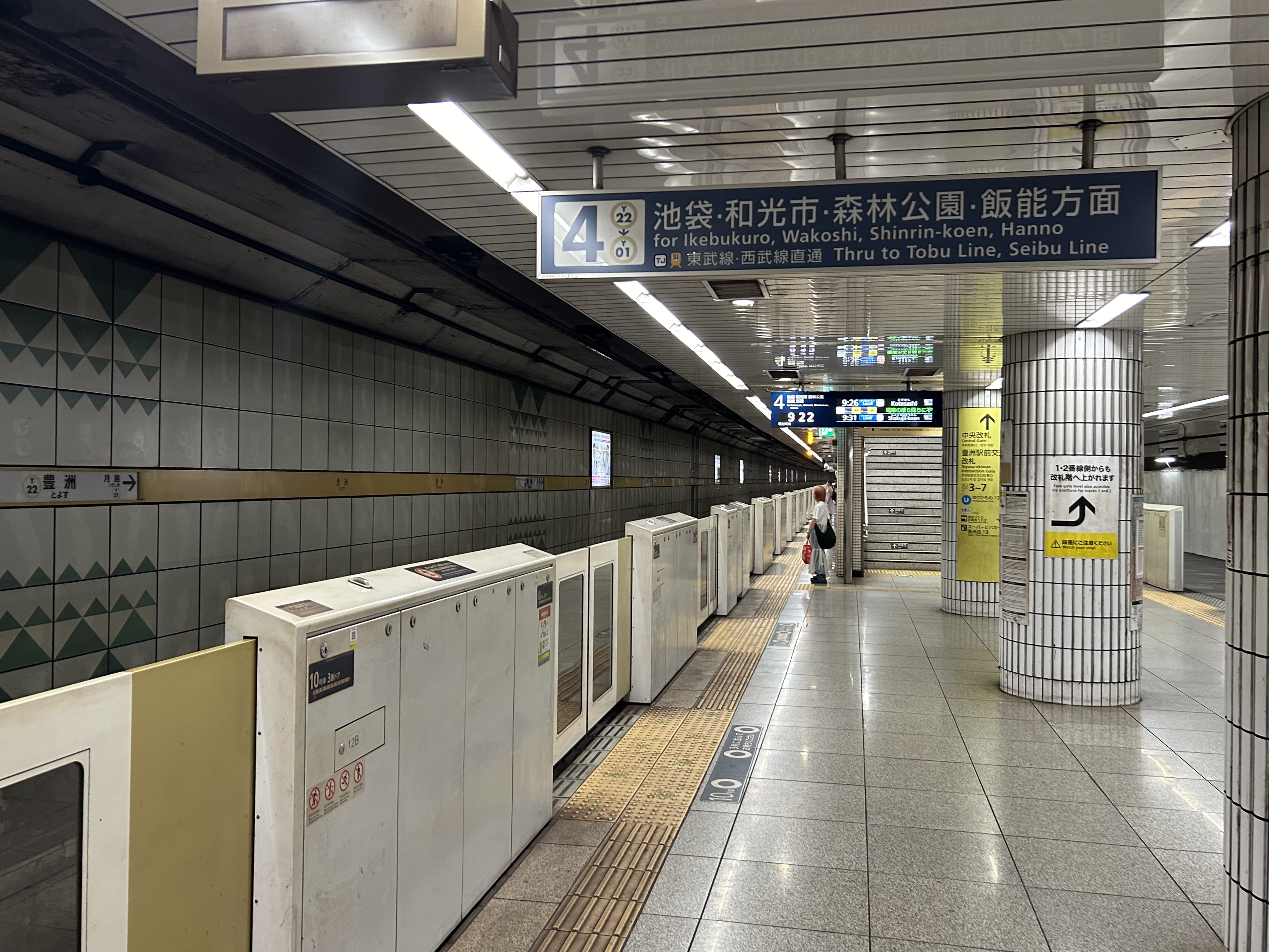
4番線（2024年8月）

#### 発車メロディ
前述の通り、2013年10月26日からスイッチ制作の発車メロディを使用している。
曲は1番線が「たんとんとん」（塩塚博作曲）、4番線が「風はみどりの」（福嶋尚哉作曲） である。

### ゆりかもめ
島式ホーム1面2線を有する高架駅。改札階は道路上にあり、その上にホームがある。
2006年3月27日に有明駅から延伸開業し、新たに終着駅となった。なお、勝どき方面への延伸が予定されていたため、軌道終端部は西方向に曲がっている。
定期券売り場が設置されているが、これは当駅までの延伸時に有明駅から移転したものである。また、駅員配置駅でもある。

#### のりば
| 番線 | 路線       | 行先     |
| ---- | ---------- | -------- |
| 1・2 | ゆりかもめ | 新橋方面 |

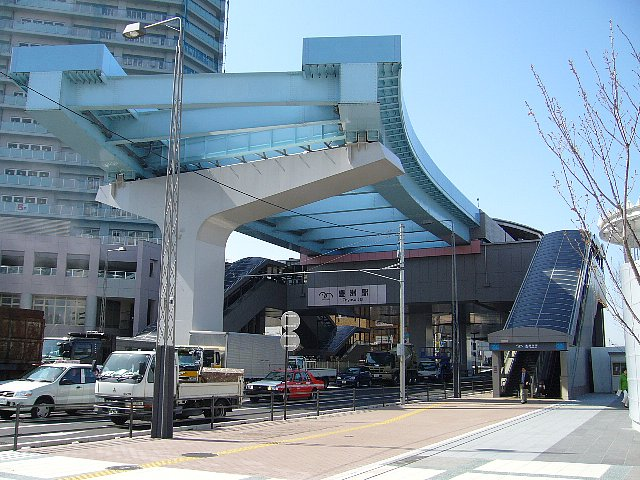
ゆりかもめ豊洲駅の軌道末端部（2006年）
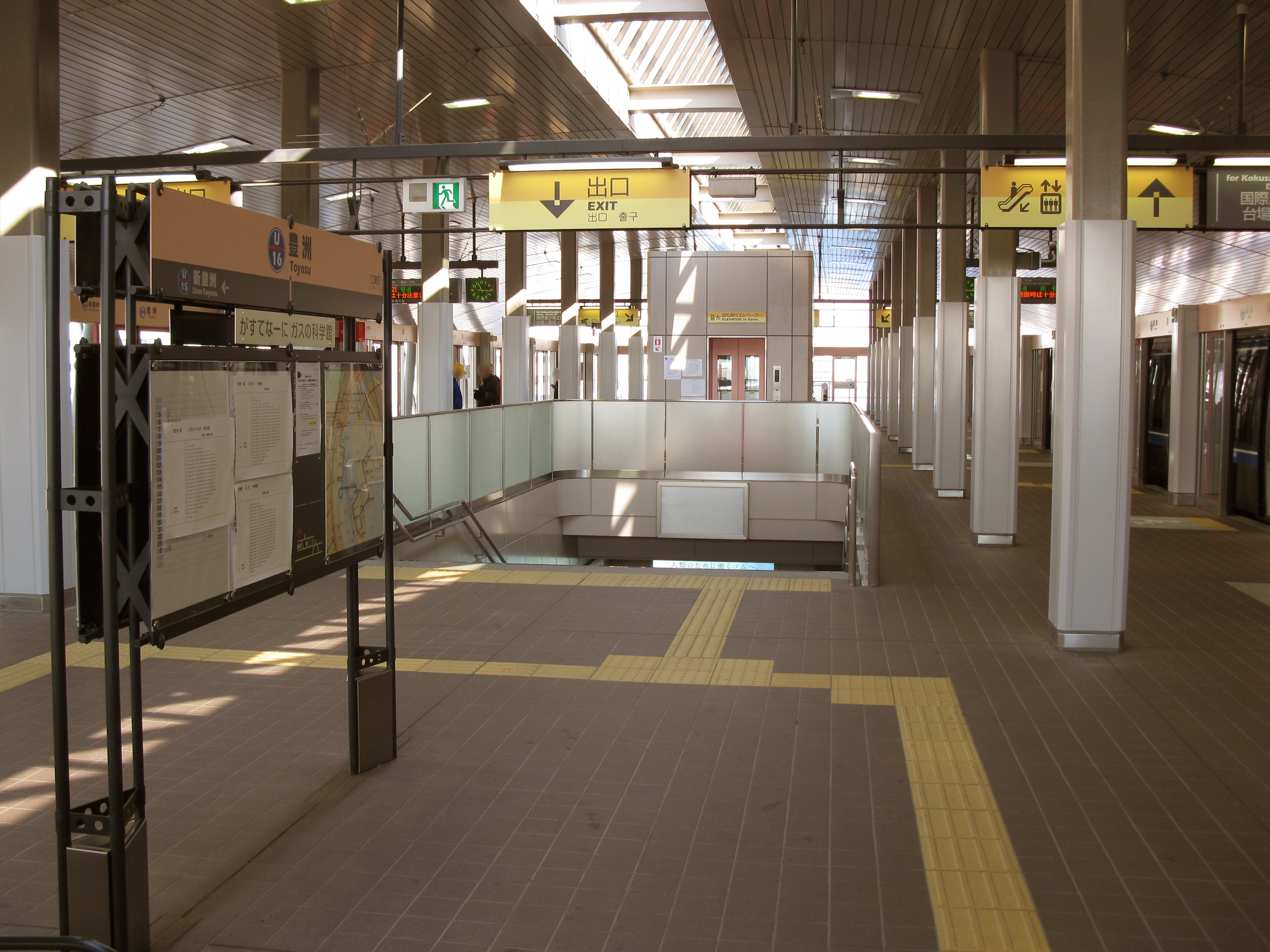
ホーム（2008年12月）
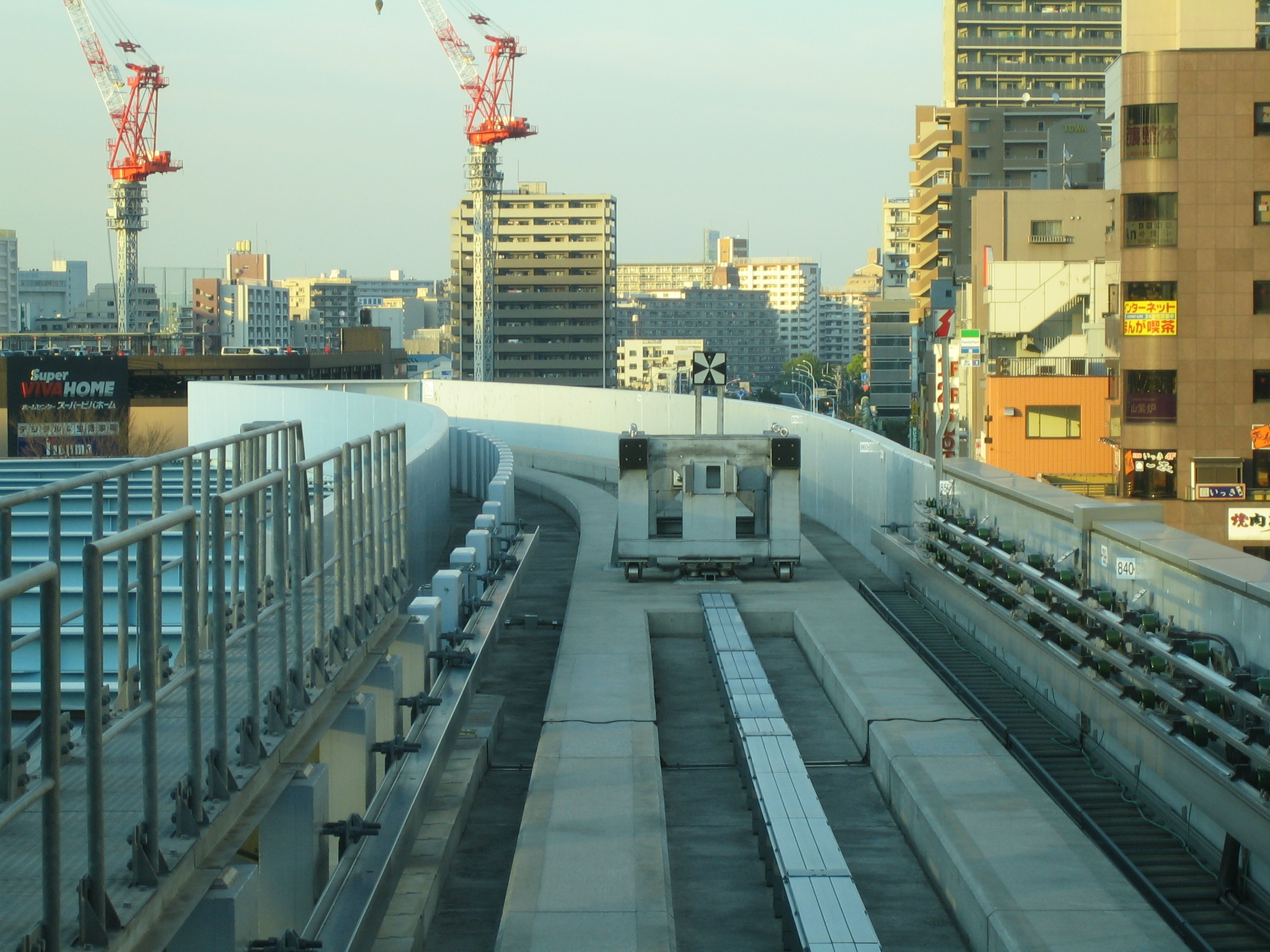
軌道末端部の車止め

## 利用状況
- 東京メトロ - 2024年度の1日平均乗降人員は210,782人である[メトロ 1]。
東京メトロ管内の駅では銀座駅に次ぐ第5位。
  - 2000年代に入るまでは1日平均乗降人員が5万人前後で推移していたが、ゆりかもめとの乗換駅になった2005年度から大幅に増加し、2007年度には11万人を越えた。他の東京メトロ線と接続しない有楽町線の駅では第1位となっている。2011年度には15万人を、2015年度には20万人を越えた。
  - 2006年時点の推計では、2016年度の1日平均乗降人員は193,000人に達すると予測されていた[28] が、実際はそれを上回るペースで増加している。後述の豊洲市場がオープンしたことにより、さらなる利用者の増加も見込まれる。
- ゆりかもめ - 2023年度の1日平均乗降人員は33,959人である[かもめ 1]。
ゆりかもめの駅では新橋駅に次ぐ第2位。

### 年度別1日平均乗降人員
近年の1日平均乗降人員推移は下表の通りである。
| 年度               | 営団 / 東京メトロ | 営団 / 東京メトロ | ゆりかもめ       | ゆりかもめ |
| 年度               | 1日平均 乗降人員  | 増加率            | 1日平均 乗降人員 | 増加率     |
| ------------------ | ----------------- | ----------------- | ---------------- | ---------- |
| 2000年（平成12年） | 52,363            |                   | 未開業           | 未開業     |
| 2001年（平成13年） | 53,712            | 2.6%              | 未開業           | 未開業     |
| 2002年（平成14年） | 51,161            | −4.7%             | 未開業           | 未開業     |
| 2003年（平成15年） | 50,588            | −1.1%             | 未開業           | 未開業     |
| 2004年（平成16年） | 51,190            | 1.2%              | 未開業           | 未開業     |
| 2005年（平成17年） | 58,197            | 13.7%             | 7,600            |            |
| 2006年（平成18年） | 84,470            | 45.1%             | 9,494            | 25.0%      |
| 2007年（平成19年） | 110,635           | 31.0%             |                  |            |
| 2008年（平成20年） | 122,789           | 11.0%             |                  |            |
| 2009年（平成21年） | 131,069           | 6.7%              |                  |            |
| 2010年（平成22年） | 138,876           | 6.0%              | 15,904           |            |
| 2011年（平成23年） | 154,214           | 10.4%             | 15,891           | −0.1%      |
| 2012年（平成24年） | 160,196           | 3.9%              | 17,729           | 11.6%      |
| 2013年（平成25年） | 175,147           | 9.3%              | 18,647           | 5.2%       |
| 2014年（平成26年） | 182,294           | 4.1%              | 20,175           | 8.2%       |
| 2015年（平成27年） | 200,533           | 10.0%             | 23,844           | 18.2%      |
| 2016年（平成28年） | 208,012           | 3.7%              | 22,277           | −6.6%      |
| 2017年（平成29年） | 214,032           | 2.9%              | 22,427           | 0.7%       |
| 2018年（平成30年） | 227,384           | 6.2%              | 28,088           | 25.2%      |
| 2019年（令和元年） | 227,843           | 0.2%              | 28,916           | 2.9%       |
| 2020年（令和02年） | 140,612           | −38.3%            | 15,723           | −45.6%     |
| 2021年（令和03年） | 148,607           | 5.7%              | 19,824           |            |
| 2022年（令和04年） | 176,881           | 19.0%             | 27,544           | 38.9%      |
| 2023年（令和05年） | 202,030           | 14.2%             | 33,959           | 23.3%      |
| 2024年（令和06年） | 210,782           | 4.3%              |                  |            |

### 年度別1日平均乗車人員（1988年 - 2000年）
近年の1日平均乗車人員推移は下表の通りである。
| 年度               | 営団   | 出典              |
| ------------------ | ------ | ----------------- |
| 1988年（昭和63年） | 12,488 | [ 東京都統計 1 ]  |
| 1989年（平成元年） | 16,926 | [ 東京都統計 2 ]  |
| 1990年（平成02年） | 19,110 | [ 東京都統計 3 ]  |
| 1991年（平成03年） | 20,587 | [ 東京都統計 4 ]  |
| 1992年（平成04年） | 24,901 | [ 東京都統計 5 ]  |
| 1993年（平成05年） | 28,274 | [ 東京都統計 6 ]  |
| 1994年（平成06年） | 27,449 | [ 東京都統計 7 ]  |
| 1995年（平成07年） | 28,279 | [ 東京都統計 8 ]  |
| 1996年（平成08年） | 26,981 | [ 東京都統計 9 ]  |
| 1997年（平成09年） | 25,945 | [ 東京都統計 10 ] |
| 1998年（平成10年） | 26,562 | [ 東京都統計 11 ] |
| 1999年（平成11年） | 26,044 | [ 東京都統計 12 ] |
| 2000年（平成12年） | 26,395 | [ 東京都統計 13 ] |

### 年度別1日平均乗車人員（2001年以降）
| 年度               | 営団 / 東京メトロ | ゆりかもめ | 出典              |
| ------------------ | ----------------- | ---------- | ----------------- |
| 2001年（平成13年） | 26,704            | 未開業     | [ 東京都統計 14 ] |
| 2002年（平成14年） | 25,589            | 未開業     | [ 東京都統計 15 ] |
| 2003年（平成15年） | 25,243            | 未開業     | [ 東京都統計 16 ] |
| 2004年（平成16年） | 25,910            | 未開業     | [ 東京都統計 17 ] |
| 2005年（平成17年） | 29,318            | 3,600      | [ 東京都統計 18 ] |
| 2006年（平成18年） | 43,784            | 5,221      | [ 東京都統計 19 ] |
| 2007年（平成19年） | 54,918            | 7,161      | [ 東京都統計 20 ] |
| 2008年（平成20年） | 61,129            | 7,556      | [ 東京都統計 21 ] |
| 2009年（平成21年） | 65,175            | 8,180      | [ 東京都統計 22 ] |
| 2010年（平成22年） | 69,460            | 8,197      | [ 東京都統計 23 ] |
| 2011年（平成23年） | 77,306            | 8,186      | [ 東京都統計 24 ] |
| 2012年（平成24年） | 79,822            | 9,098      | [ 東京都統計 25 ] |
| 2013年（平成25年） | 87,471            | 9,636      | [ 東京都統計 26 ] |
| 2014年（平成26年） | 90,778            | 10,454     | [ 東京都統計 27 ] |
| 2015年（平成27年） | 99,910            | 12,333     | [ 東京都統計 28 ] |
| 2016年（平成28年） | 103,666           | 11,521     | [ 東京都統計 29 ] |
| 2017年（平成29年） | 106,685           | 11,581     | [ 東京都統計 30 ] |
| 2018年（平成30年） | 113,290           | 14,499     | [ 東京都統計 31 ] |
| 2019年（令和元年） | 113,388           | 14,954     | [ 東京都統計 32 ] |

備考
1. ↑  1988年6月8日開業。開業日から1989年3月31日までの計297日間を集計したデータ。
2. ↑  2006年3月27日開業。

## 駅周辺
駅前すぐの所に豊洲駅前交差点があり、都道304号（晴海通り）・都道319号・都道484号の3路線が交差する。
豊洲は東京湾6号埋立地に形成された街であり、IHI（旧・石川島播磨重工業）東京造船所跡地などを利用した大規模再開発が進められている。東京都策定の街づくり方針案によれば、完成すると、将来的には就業人口約33,000人・居住人口22,000人となる見込みである。
かつては当駅周辺に専用鉄道の東京都港湾局専用線が通っており、当駅前後で有楽町線とも交差していたが、1989年までに全て廃止された。再開発によりほとんどの痕跡は消滅しているものの、駅北西の晴海運河に架かる晴海橋梁や、駅北東の豊洲運河に架かっていた豊洲橋梁の橋脚が現存している。
なお、東京都中央卸売市場豊洲市場は当駅から南西へ1キロメートル以上離れており、ゆりかもめ市場前駅が最寄りである。
- アーバンドック ららぽーと豊洲
  - キッザニア東京
  - ユナイテッド・シネマ豊洲
  - フードストアあおき 東京豊洲店
- パークシティ豊洲
- 豊洲ベイサイドクロス - 東京メトロ2b出入口直結
  - 豊洲ベイサイドクロスタワー
    - アーバンドック ららぽーと豊洲3
    - 三井ガーデンホテル豊洲ベイサイドクロス
    - 野村グループ豊洲オフィス
    - 野村アセットマネジメント本社
    - 富士フイルムビジネスイノベーションセンターオフィス

  - SMBC豊洲ビル
    - 三井住友カード本社
    - SMBCコンシューマーファイナンス本社
    - 三井住友銀行豊洲支店
- 豊洲IHIビル - 東京メトロ1a・1c出入口直結
- 豊洲フロント
  - 江東豊洲郵便局
  - 山口銀行豊洲支店（北九州銀行・もみじ銀行豊洲代理店）
  - マルハニチロ本社
  - SCSK豊洲本社
- 豊洲フォレシア
- 豊洲セイルパーク
- BIPROGY 本社
- 芝浦工業大学 豊洲キャンパス
- 芝浦工業大学附属中学高等学校
- みずほ銀行豊洲支店
- 東京ベイ信用金庫豊洲支店
- 豊洲センタービル - 東京メトロ3番出入口直結
  - NTTデータ 本社
- 豊洲公園
- 昭和医科大学江東豊洲病院
- 江東区立深川第五中学校
- ガスの科学館「がすてなーに」
- 豊洲シエルタワー - 東京メトロ6b出入口直結、3階部分からゆりかもめと連絡デッキで接続
  - シエルコート
    - サカガミグランルパ豊洲店

  - 江東区豊洲子ども家庭支援センター（豊洲みずべ）
  - 昭和医科大学豊洲クリニック予防医学センター
- 江東区豊洲シビックセンター - 連絡デッキでゆりかもめと接続
  - 江東区立豊洲図書館
  - 江東区豊洲文化センター
  - 江東区役所豊洲特別出張所
- 深川消防署 豊洲出張所
- スーパービバホーム 豊洲店
- セブン-イレブン 豊洲店 - 1974年5月15日に開業したセブン-イレブンの日本第1号店。

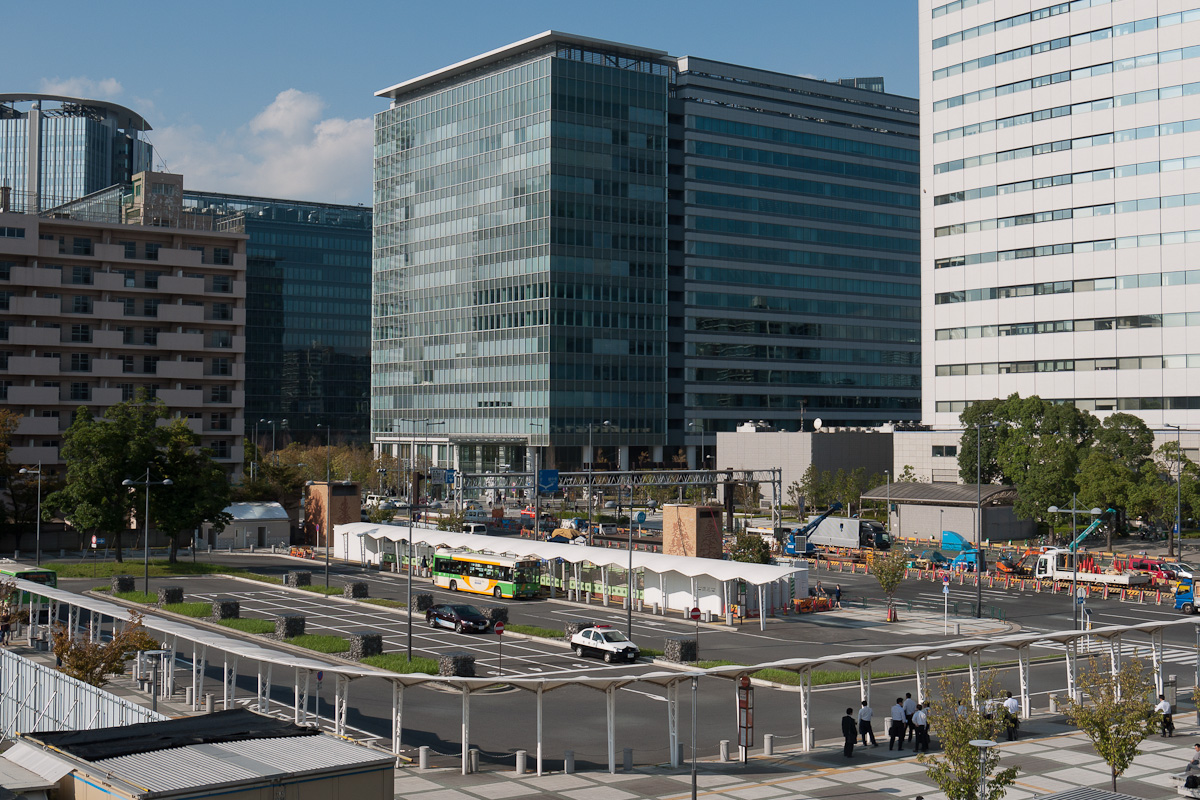
豊洲駅前バス・タクシー乗り場
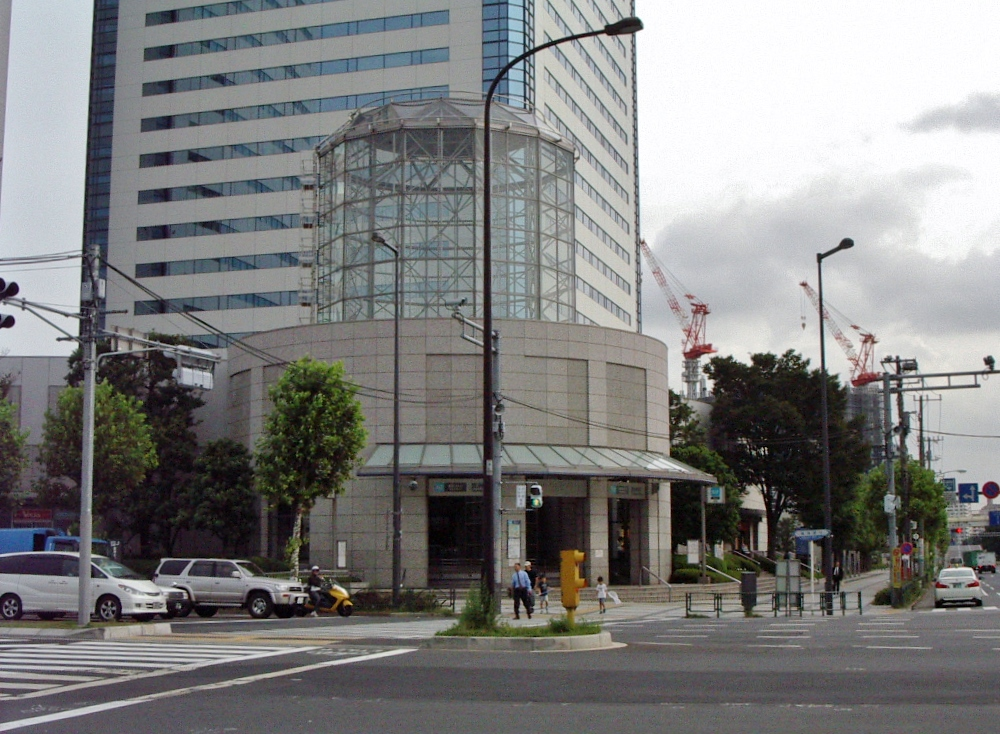
3番出口。豊洲センタービル前に設置。
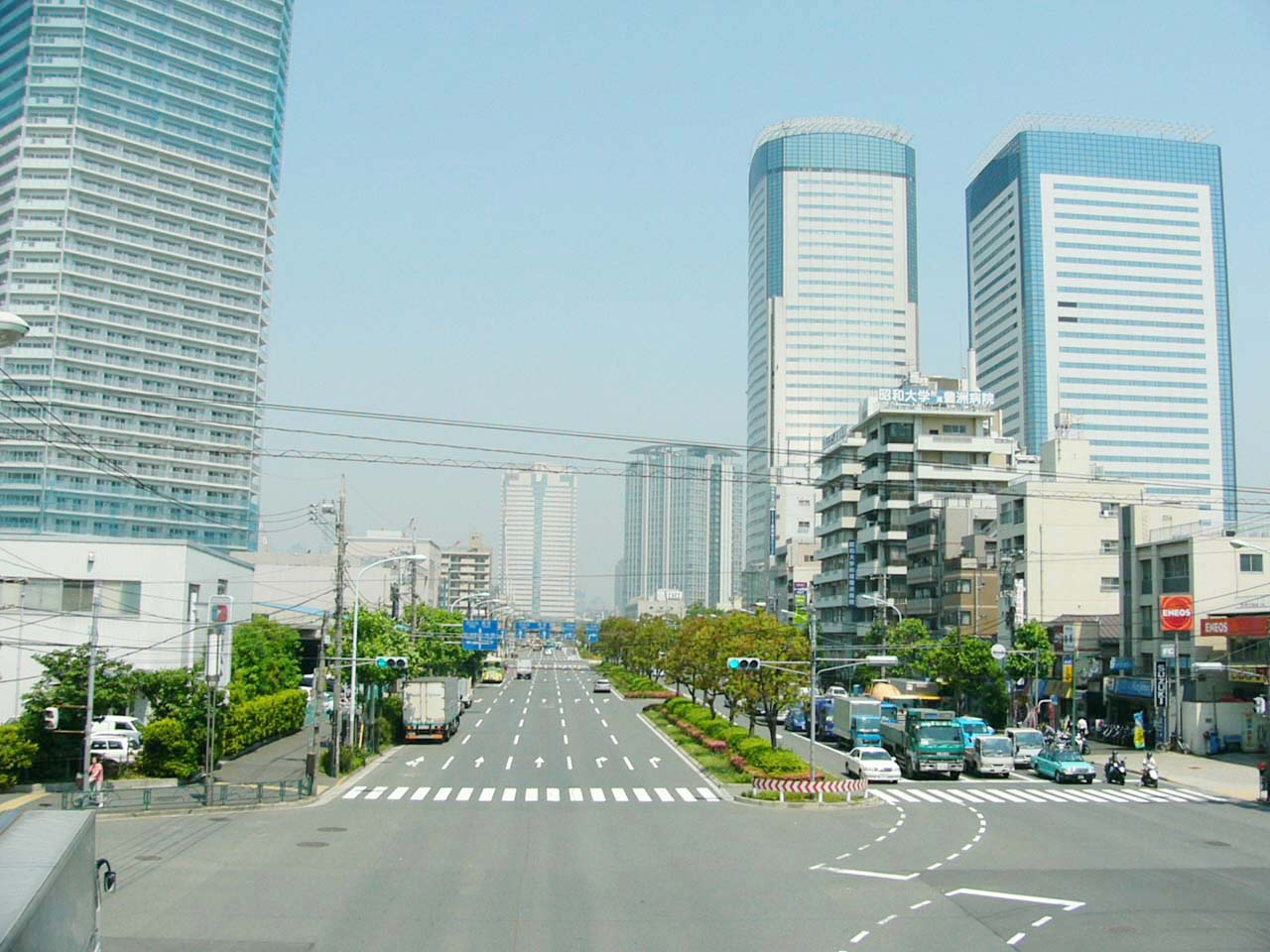
晴海通りと豊洲（2006年6月）

## バス路線
駅前のバスターミナルと駅前交差点部にバス停留所が設けられている。
| のりば         | 停留所名       | 運行事業者           | 系統・行先 | 備考                         |
| バスターミナル | バスターミナル | バスターミナル       | バスターミナル | バスターミナル               |
| -------------- | -------------- | -------------------- | --- | ---------------------------- |
| 1              | 豊洲駅前       | 都営バス             | 東15：東京駅八重洲口 |                              |
| 2              | 豊洲駅前       | 都営バス             | 東16：東京駅八重洲口 |                              |
| 3              | 豊洲駅前       | 都営バス             | 錦13：晴海埠頭 |                              |
| 4              | 豊洲駅前       | 都営バス             | - 門19：門前仲町 - 急行06（江東区深川シャトル）：森下駅前 | 「急行06」は土休日のみ運行   |
| －             | 豊洲駅         | 東京空港交通         | リムジンバス：羽田空港・成田空港 |                              |
| 駅前交差点部   |                |                      | |                              |
| 5              | 豊洲駅前       | 都営バス             | 業10：新橋 |                              |
| 6              | 豊洲駅前       | 都営バス             | 都05-1出入：東京駅丸の内南口・晴海埠頭 |                              |
| 7              | 豊洲駅前       | 都営バス             | - 錦13：錦糸町駅前 - 陽12-1・陽12-2・陽12-3：東陽町駅前 | 「陽12-3」は土休日のみ運行   |
| 8              | 豊洲駅前       | 都営バス             | - 海01(KM01)・門19：門前仲町 | 「門19」は早朝・深夜のみ発着 |
| 9              | 豊洲駅前       | 都営バス             | 業10：とうきょうスカイツリー駅前 |                              |
| 10             | 豊洲駅前       | 都営バス             | - 陽12-1：昭和大学江東豊洲病院前 - 門19：深川車庫前・東京ビッグサイト - 豊洲01：キャナルコート2街区前（循環）・キャナルコート3街区前・キャナルコート4街区前  | 「豊洲01」は平日のみ運行     |
| 11             | 豊洲駅前       | 都営バス             | - 海01(KM01)：東京テレポート駅前・有明一丁目・台場二丁目 - 東15・都05-1出入・業10出入・錦13出入：深川車庫前 - 東16：東京ビッグサイト・深川車庫前・有明一丁目 |                              |
| 12             | 豊洲駅前       | 都営バス             | - 江東区コミュニティバス「しおかぜ」（江東01）：潮見駅前 - 急行06（江東区深川シャトル）：日本科学未来館                                                      | 「急行06」は土休日のみ運行   |
| 13             | 豊洲駅前       | 都営バス             | - 陽12-2：豊洲市場・市場前駅前 - 陽12-3：東京テレポート駅前                                                                                                  | 「陽12-3」は土休日のみ運行   |
| －             | 豊洲           | - 東京BRT - 京成バス | 晴海・豊洲ルート(BRT 3)：ミチノテラス豊洲（豊洲市場前） / 新橋・虎ノ門ヒルズ                                                                                 | ナンバリング：B23            |

## 水上バス
いずれもアーバンドック ららぽーと豊洲にある豊洲船着場から発着する。
- 東京都観光汽船 浅草・お台場直通ライン（通称「ヒミコ航路」、浅草吾妻橋 - お台場海浜公園 - 豊洲 - 浅草吾妻橋）
- アーバンランチ（アーバンドックららぽーと豊洲 - お台場海浜公園 - 芝浦アイランド）

## 隣の駅
※有楽町線のS-TRAINの停車駅は当該記事を参照のこと。
東京地下鉄（東京メトロ）
 有楽町線
- □S-TRAIN発着駅

■各駅停車
月島駅 (Y 21) - 豊洲駅 (Y 22) - 辰巳駅 (Y 23)
ゆりかもめ
 東京臨海新交通臨海線（ゆりかもめ）
新豊洲駅 (U 15) - 豊洲駅 (U 16)